# Lilek černý
Lilek černý (Solanum nigrum) je jednoletá jedovatá bylina z čeledi lilkovitých. Vyskytuje se téměř v celé Evropě (s výjimkou nejsevernějších částí Britských ostrovů a Skandinávie), na západní a jihozápadní Sibiři, ve Střední Asii, v Indii, ve východní Číně, na Sachalinu, v Japonsku a v severovýchodním cípu Afriky (Niger, Nigérie, Somálsko aj.). Do USA, Austrálie a na Nový Zéland byl tento druh zřejmě jen zavlečen.

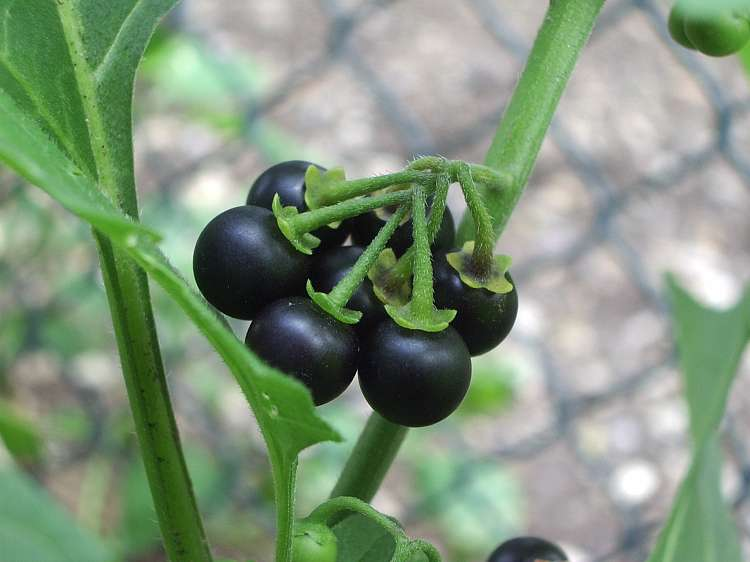
Plody lilku černého

Výskyt na Madagaskaru, uváděný v Květeně ČR (viz literatura), může být mylný vzhledem k tomu, že zřejmě došlo ke kolizi vědeckých jmen Solanum nitens Opiz, 1843 pro rostliny vyskytující se v Česku a Solanum nitens Baker, 1882; druhé z nich má synonymum Solanum madagascariense Dammer, 1906 var. nitens D'Arcy et Rakot, 1994, který se skutečně vyskytuje na uvedeném ostrově. Pravděpodobně se tedy jedná o různé druhy.

## Synonyma
- Solanum humile Bernhardi in von Willdenow, 1809 - (lilek nízký)
- Solanum nigrum subsp. humile (Bernhardi, 1819) Marzell - (lilek černý nízký)
- Solanum tauschii Opiz in Všemír (Wssemjr) von Berchtold et Opiz, 1843 - (lilek Tauschův)
- Solanum nitens Opiz in Všemír (Wssemjr) von Berchtold et Opiz, 1843 - (lilek lesklý)
- Solanum decipiens Opiz in Všemír (Wssemjr) von Berchtold et Opiz, 1843 - (lilek šalebný)
- Solanum atriplicifolium Desportes ex Dunal, 1816 - (lilek laločnatý)
- Solanum canescens Kitaibel in Kanitz, 1863 - (lilek šedobílý)
- Solanum dillenii Schultes, 1814 - (lilek Dillenův)
- Solanum nigrum subsp. dillenii (Schultes, 1814) Nyman - (lilek černý Dillenův)
- Solanum judaicum Besser, 1809 - (lilek židovský)
- Solanum moschatum C. Presl in J. et C. Presl, 1822 - (lilek pižmový)
- Solanum nigrum subsp. moschatum (C. Presl, 1822) Arcangeli- (lilek černý pižmový)
- Solanum ochroleucum Bastard in Desvaux, 1814 - (lilek žlutobílý)
- Solanum villosum Miller, 1768 subsp. ochroleucum (Bastard, 1814) Nyman, 1881 - (lilek huňatý žlutobílý)
- Solanum oleraceum Dunal ex Poiret [1814 - (lilek zelinný)
- Solanum schultesii Opiz in Všemír (Wssemjr) von Berchtold et Opiz, 1843 - (lilek Schultesův)
- Solanum nigrum subsp. schultesii (Opiz, 1843) Wessely, 1960 - (lilek černý Schultesův)
- Solanum suffruticosum Schousboe ex von Willdenow, 1809 - (lilek polokeřovitý)
- Solanum triangulare de Monnet de Lamarck, 1794 - (lilek tříhranný)
- Solanum vulgare Hegetschweiler, 1840 - (lilek obecný)

PoznámkaČeská jména uvedená v závorce jsou vytvořena pro potřebu Wikipedie.

### Poddruhy
- Solanum nigrum Linné, 1753 f. chlorocarpum Lindman - (lilek černý zelenoplodý)
- Solanum nigrum Linné, 1753 var. atriplicifolium G. F. W. Meyer - (lilek černý laločnatý)

## Vzhled
Jde o jednoletou 20–50 cm vysokou tmavozelenou bylinu s přímou nebo poléhavou lodyhou.
Listy jsou řapíkaté, široce vejčité nebo trojúhelníkovité, obvykle celokrajné, na bázi klínovité. Varieta atriplicifolium má listy výrazně laločnaté.
Kvete od června do října. Pětičetné květy s bílou korunou jsou shromážděny v řídkých vrcholových květenstvích.
Plodem je kulatá bobule, zralé jsou většinou černé, někdy s nazelenalým, nafialovělým či nažloutlým nádechem, u formy chlorocarpum zůstávají zralé zelené, nebo zelenožluté. S výjimkou speciálně vyšlechtěných kultivarů je plod jedovatý.

## Výskyt
Jde o nitrofilní a synantropní druh, který roste od nížin až do podhůří na rumištích a na polích a zahradách jako obtížný plevel, zejména v teplejších oblastech u širokořádkových kultur. Je také hostitelem chorob a škůdců jiných lilkovitých rostlin. Nadzemní orgány lilku černého jsou jedovaté, a proto je jeho výskyt v porostech pícnin nebezpečný.
Na našem území se vyskytuje podobně jedovatý polokeř lilek potměchuť, jehož plody jsou červené a podlouhlé.

## Obsahové látky

### Karboxylové kyseliny
- kyselina citronová
- kyselina stearová
- kyselina linolová
- kyselina olejová
- kyselina palmitová

### Sacharidy
- glukóza
- fruktóza
- D-xylóza
- D-galaktóza

### Glykosidy
- solanin
- solasodin
- solasonin
- solanigrin
- chakonin

## Fyziologické účinky

### Otravy
K otravě může dojít zejména u dětí po požití bobulí (existují však kulturně vyšlechtěné odrůdy, jejichž plody jsou vhodné k nakládání a následné konzumaci). Otrava se projevuje po požití většího množství plodů křečemi v hrdle a ústech, nevolností, zvracením, průjmem, zvýšeným tepem (podrobnosti viz heslo solanin).

### Farmakologické působení
V malých dávkách působí uklidňujícím vlivem na centrální nervovou soustavu. U extraktů z lilků rostoucích v Číně byly zjištěny kancerostatické účinky, zatím však nebyly žádné přípravky z lilku černého v humánní medicíně aplikovány.

## Použití
Droga ze sušené byliny je mj. součástí přírodních přípravků pro snižování menstruačních potíží; přitom podíl z lilku má mírně zklidňující účinky a potlačuje tak stavy podrážděnosti a emocionální lability před nástupem menstruačního krvácení.
Na Novém Zélandu Maorové konzumují plody a listy lilku u odrůd, které obsahují snížené množství jedovatých látek.